# Puente de Medellín
El puente sobre el Guadiana es un puente que cruza el Guadiana ubicado en la localidad española de Medellín, en la provincia de Badajoz.

## Descripción
El puente, ubicado en la ciudad pacense de Medellín, perteneciente a la comunidad autónoma Extremadura, atraviesa el curso del río Guadiana, en el interior de la península ibérica. Su origen se remonta al siglo XVII. El puente, cuya construcción habría finalizado en 1630 tras el deterioro de un puente previo, cuenta a lo largo de su extensión con un total de veinte arcos.

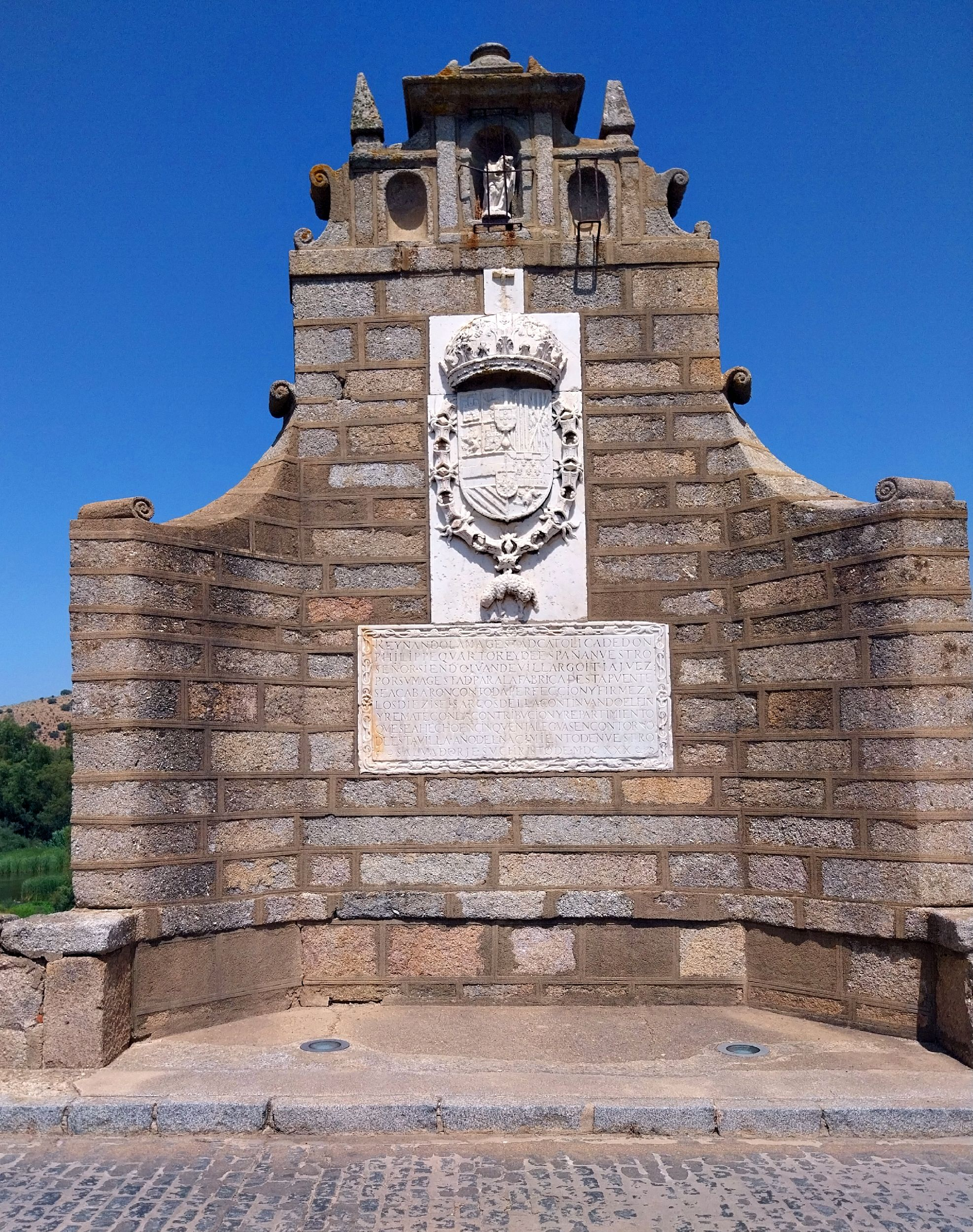
Templete conmemorativo del fin de la construcción del puente en 1630

A mediados del siglo XIX aparece descrito en las páginas del Diccionario geográfico-estadístico-histórico de España y sus posesiones de ultramar de Pascual Madoz de la siguiente manera: «tiene un puente para su paso [el Guadiana] a la inmediacion de Medellin, el cual tiene 20 arcos, todos de piedra de medio punto, con 36 varas de luz el mayor de ellos, y 7 y 1/2 el menor; fue reconstruido en el año 1630: uno de los estribos principales está muy socavado y se ha recurrido á las autoridades para su composicion: se paga pontazgo».